# Kay Aldridge
Katharine Gratten Aldridge (seudónimo Kay Aldridge, Tallahassee, Florida, 9 de julio de 1917 - Rockport, Maine, 12 de enero de 1995) fue una actriz estadounidense. Como modelo fue vista en las portadas de revistas como Life, Ladies' Home Journal, Redbook y Look en los años 1930. La artista Anne Taintor utilizó anuncios publicitarios en los que aparecía Aldridge como base para realizar sus piezas. 

## Biografía
La carrera cinematográfica de Aldridge empezó en 1937 con un papel sin créditos en Vogues of 1938. En el siguiente par de años tuvo diversos papeles menores, principalmente decorativos, apareciendo en los créditos como Katherine Aldridge. Se dijo de ella que estuvo entre las actrices que pasaron pruebas para encarnar a Scarlett O'Hara en Lo que el viento se llevó.
Los papeles por los que se hizo conocida empezaron en 1942 con el serial Perils of Nyoka, producido por Republic Pictures, empresa especializada en seriales, en los cuales se producían dramáticos cliffhangers al final de cada episodio. Ahora acreditada como Kay Aldridge, interpretó a Nyoka Gordon, heroína enfrentada a múltiples malvados en la búsqueda de su padre, perdido en una expedición en África. Otras actuaciones como heroína tuvieron lugar en los seriales Daredevils of the West (1943) y Haunted Harbor (1944). Aldridge se retiró del cine en 1945.
Aldridge se casó tres veces: con Arthur Cameron desde 1945 a 1954, con Richard Derby Tucker desde 1956 hasta la muerte de él en 1979 y, por último, con Harry Nasland hasta 1988, año en que él falleció. La actriz vivió en sus últimos años en Camden (Maine). Falleció a causa de un ataque cardiaco en Rockport, Maine en 1995.